# Adélia Sequeira
Adélia Sequeira (Portugal), é uma matemática portuguesa, conhecida pelos seus modelos matemáticos do sistema circulatório e em particular do fluxo sanguíneo. É membro da Academia de Ciências de Lisboa.

## Biografia
Adélia Sequeira licenciou-se em matemática em 1973 na Faculdade de Ciências da Universidade de Lisboa (FCUL). Em 1981, completou, na Universidade de Paris, o Doctorat de 3ème Cycle em análise numérica.  Obteve um segundo doutoramento em matemática na FCUL em 1985.
É professora catedrática no Instituto Superior Técnico, onde faz parte do CEMAT (Centro de Computação e Matemática Estocástica) e coordena o departamento de Análise numérica e análise aplicada.

## Trabalho
No seu trabalho de investigação debruça-se sobre a construção de modelos matemáticos e computacionais, através dos quais procura simular processos fisiológicos como o  sistema circulatório e em particular do fluxo sanguíneo com vista a melhorar a qualidade de vida dos pacientes através tratamentos médicos personalizados.

## Obras Seleccionadas
É co-autora de vários livros em matemática aplicada, entre eles:
- 1995 - Navier—Stokes Equations and Related Nonlinear Problems, ISBN: 978-1-4899-1415-6[8]

- 2017 - Hemomath: the Mathematics of Blood, co-autor Antonio Fasano,ISBN 9783319605128[9][10]
- 2020 - Mathematical Topics In Fluid Mechanics, co-autor Jose Francisco Rodrigues,ISBN 9781000158038[11]

É também autora de vários artigos cientificos e capítulos de livros.

## Reconhecimento
Desde 2018 é membro correspondente da Academia de Ciências de Lisboa.
Em 2019 foi uma das cientistas homenageadas pelo Ciência Viva na edição do livro Mulheres na Ciência desse ano.